# Jean-Paul Scarpitta
Jean-Paul Scarpitta (Sétif, Algèria, 1 de novembre de 1949) és un escenògraf francès.
Va ser artista en residència després designat director i, finalment, director general de l'Òpera Orquestra Nacional Montpellier.
La seva gestió va donar lloc a crítiques molt dures per part de la Cambra Regional de Comptes del Llenguadoc-Rosselló.
El 2012 va donar suport a l'UMP entre la primera i la segona volta de les eleccions presidencials entre una llista d'una vintena de personalitats del món de la cultura que cridaven a votar Nicolas Sarkozy. Jean-Paul Scarpitta va ser membre del comitè executiu de la Fondation Carla Bruni-Sarkozy.

## Cinema
- 1995 : La Malaimée, amb Jean Aurel, escenògraf de François Truffaut.
- 2002 : CQ de Roman Coppola, un periodista fantasma.
- 2006 : Maria Antonieta de Sofia Coppola, Baron Scarpitta
- 2007 : Broken English de Zoe Cassavetes : Jean-Paul Clement[7]